# 吳漫沙
吳漫沙（1912年07月15日—2005年11月10日），是台灣日治時代的大眾小說家。本名吳丙丁，筆名漫沙、B.S.、曉風、林靜子、湖邊客、沙丁，福建晉江縣泉州人，1937年後正式來台定居，2005年逝世。曾擔任過《風月報》、《南方》、《新風》編輯，創辦《時潮》雜誌，戰後則擔任記者。主要致力於文學創作，範圍廣及論述、詩、散文、小說、戲劇，曾獲文建會優良詩人獎，著有《莎秧的鐘》、《大地之春》、《黎明之歌》、《韭菜花》。
 

## 經歷
吳漫沙出生於福建省晉江縣泉州石獅市，在此成長受教育至高中畢業；曾創辦「民生小學」（新湖中心小學前身），當過聯保主任。其祖父吳梅素和父親吳仕添長年往來台灣與福建經商，在1929年，吳漫沙隨家人至台灣短期居住，這段期間常投稿報刊，並結識楊逵、 葉陶、林獻堂等人。
在1937年正式定居台灣，受徐坤泉之邀擔任《風月報》編輯，並開始於《風月報》上刊登連載漢文小說，如《桃花江》、《韭菜花》、《大地之春》、《繁華夢》、《黎明之歌》等等，畫家林玉山也一同合作製作小說插畫。這類通俗小說深獲好評，使吳漫沙成為日治時期後期漢文白話通俗文學名家。
在1936至1944年間，因時局之動盪，曾禁止使用中文，刊物每一期出版前都要送審，吳漫沙也因為中國人在台灣之身分的特殊情況，因此常受到警察干預，並數度出入拘留所，1939 年他也曾替「星光新劇團」寫劇本，在台北永樂座演出，後來因吳漫沙所寫而被禁演，但他並未因此停刊停筆。
二戰後，吳漫沙在《民報》上持續發表作品，並創辦《時潮》月刊，後入《臺灣新生報》任記者，兼臺灣廣播電臺及《臺灣年鑑》編輯，之後陸續擔任《公論報》、《民族報》、《民族晚報》、《聯合報》的記者。80年代則在《台灣文藝》、《笠》、《台灣時報》重刊舊作，同時仍致力其他文體類型的創作。
1998年，其作品《韭菜花》、《大地之春》、《黎明之歌》因出版日據《台灣大眾文學》書系而再版，而再度受到台灣文學界與學術界重視。
2005年，病逝於台北。

## 文學風格
吳漫沙在日治時期是不會日文、僅以中文寫作的作家，其著名的作品多屬通俗文學，尤以婚戀小說一類受到歡迎。作品多寫男女青年戀愛因為家庭反對，為愛情殉情的故事。
其創作特色是多人物、多主題、多線發展。如在《韭菜花》中描述的七位女子的不同命運，顯現了殖民時期新女性的特色，並著重描寫女人受現代都會影響、崇尚物質享受的情況，並以情節來凸顯和傳統端莊守貞的女子間的對比。。
而《大地之春》（原名《黎明了東亞》），以描述福建、杭州等地的中國青年抗日、親日的心態歷程。反映了吳漫沙強調日華之間要親善、和平、不要戰爭，但「日」與「華」還是兩個不同的民族的想法，與當時出生台灣、到日本受教育的作家之皇民文學有所不同。

## 合作
畫家林玉山曾為吳漫沙在《風月報》連載小說〈三鳳歸巢〉繪製插畫。

## 延伸閱讀
- 林政華. . 臺灣新聞報. 2002年7月19日.
- 趙天儀，鄭邦鎮，陳芳明 (编). . 行政院文建會. 1997年: 頁272─273.
- 許俊雅. . 文史哲出版社. 1995年.